# Friedrich Nebelthau (Politiker, 1863)
Friedrich Nebelthau (* 16. Oktober 1863 in Bremen; † 14. März 1947 in Bremen) war ein Jurist, Syndicus und Bremer Senator. 

## Biografie
Nebelthau war der Sohn eines Bremer Kaufmanns. Er besuchte von 1875 bis 1883 das Alte Gymnasium in Bremen. Er studierte Rechtswissenschaften an der Universität Freiburg, der Universität Paris, der Universität Heidelberg und der Universität in Berlin. 1886 promovierte er zum Dr. jur. in Göttingen. 
1890 übernahm er die Aufgabe eines Syndicus bei der Handelskammer Bremen. Als Vertreter der 2. Klasse wurde er von 1891 bis 1900 zum Mitglied der Bremischen Bürgerschaft gewählt. Er setzte sich für Angelegenheiten der Kunst und der Literatur ein. Von 1900 bis 1918 war er Bremer Senator. Im Senat war er zunächst für Handels- und Verkehrsfragen zuständig. 1911 wurde er Mitglied der Senatskommission für auswärtige Angelegenheiten. Nach dem Ersten Weltkrieg trat er der liberalen Deutschen Demokratischen Partei (DDP) bei. Am 30. Dezember 1919 wurde er wieder Senator. Er war von 1919 bis 1933 mit dem Titel Gesandter und Bevollmächtigter Minister Vertreter Bremens beim Deutschen Reich und der Stellvertretende Bevollmächtigte für Bremen beim Reichsrat; aus dem Senat schied er deshalb aus. Als Gesandter führte er erfolgreich Verhandlungen mit Preußen über die Zusammenarbeit. Mit Beginn der Zeit des Nationalsozialismus verlor er sein Amt am 15. März 1933. Regelmäßig trafen sich jedoch nach ihrem Ausscheiden in der Zeit des Nationalsozialismus die ehemaligen Senatoren Nebelthau, Theodor Spitta und Hermann Apelt zum Gedankenaustausch.